# Национальный выставочный центр (Бирмингем)
Национальный выставочный центр (National Exhibition Centre, NEC) — выставочный центр в Англии, расположенный, на окраине Бирмингема (рядом с международным железнодорожным вокзалом Бирмингема (Birmingham International railway station) и аэропортом Бирмингема) в Марстон-Грин (Marston Green), Солихалл, Уэст-Мидлендс. 
Главный выставочный центр в стране и единственная выставочная структура, которой владеет государство.

Центр открыт в 1976 году, в присутствии королевы Елизаветы II.
Здание было спроектировано Эдвардом Миллсом. Первоначально NEC планировалось построить рядом с автомагистралью M1 (развязка 21) недалеко от Лестера, но Совет графства Лестершир отклонил это предложение, заявив, что «большие шоу не уйдут из Лондона».
В ноябре 1971 г. министр охраны окружающей среды одобрил эскизное планирование Национального выставочного центра в Бирмингеме. 16 февраля 1973 года тогдашний премьер-министр Эдвард Хит приехал из Лондона, чтобы перерезать белую ленточку и начать его строительство.
21 павильон общей площадью 220 тыс. м² на территории в 628 акров (2,54 км²) образуют крупнейший выставочный комплекс в Британии и седьмой по счету в Европе.
NEC был специально создан для проведения больших по масштабам выставок. Имеется огромный концертный зал, где устраиваются также и рок-концерты.
Расширение комплекса:
- Седьмой зал комплекса NEC открылся в декабре 1980 года — многофункциональная крытая арена под названием Birmingham International Arena (в настоящее время именуется Resorts World Arena[англ.]),
- 23 марта 1989 года открылись, в присутствии Елизаветы II, три новых зала. Ещё четыре зала были добавлены в 1993 году, а ещё четыре новых зала, спроектированных Сеймуром Харрисом и построенных Джоном Лэйнгом, были завершены в январе 1998 года.
- В период с 2006 по 2011 год была реализована пятилетняя программа по улучшению объектов, стоимостью 40 миллионов фунтов стерлингов, в рамках которой было улучшено всё — от парковки до вывесок, сидений и общественного питания.

Мероприятия
ежегодно проводится более 180 выставок
- «Крафтс» (Crufts) — ежегодное кинологическое мероприятие (выставка собак), самая крупная в мире
- Autosport International[англ.] — ежегодное четырёхдневное мероприятие в области автоспорта, самое крупное в Европе[2][3]
- ранее (в 1978—2004 гг.) — Британский международный автосалон

## Галерея

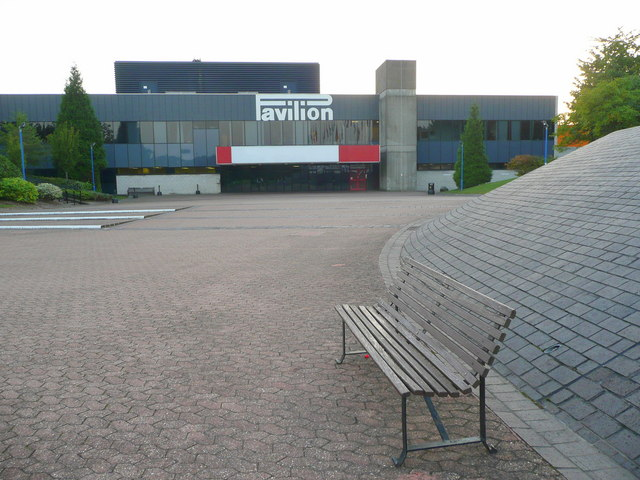
Павильон NEC (2008)
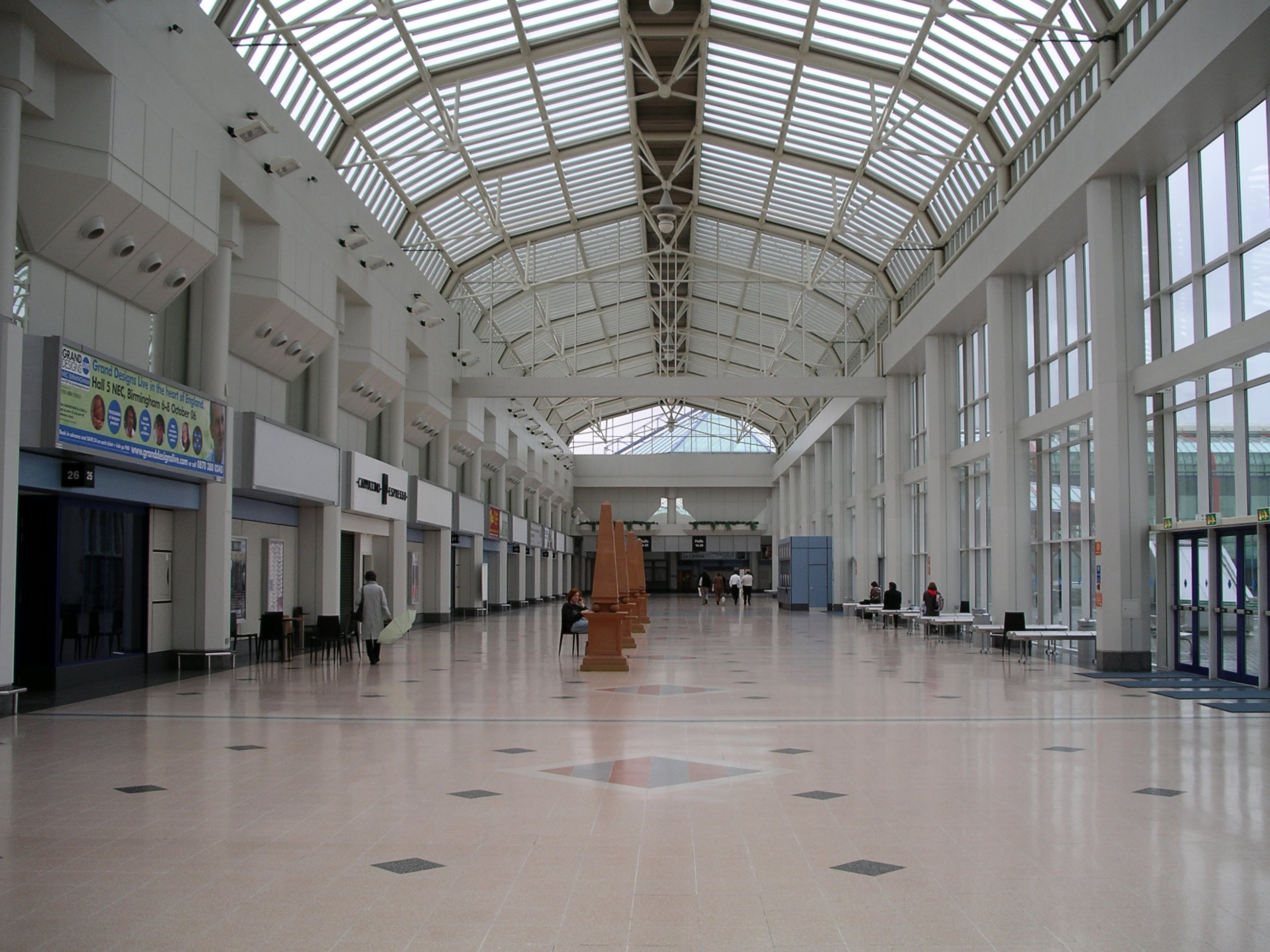
Вид изнутри атриума
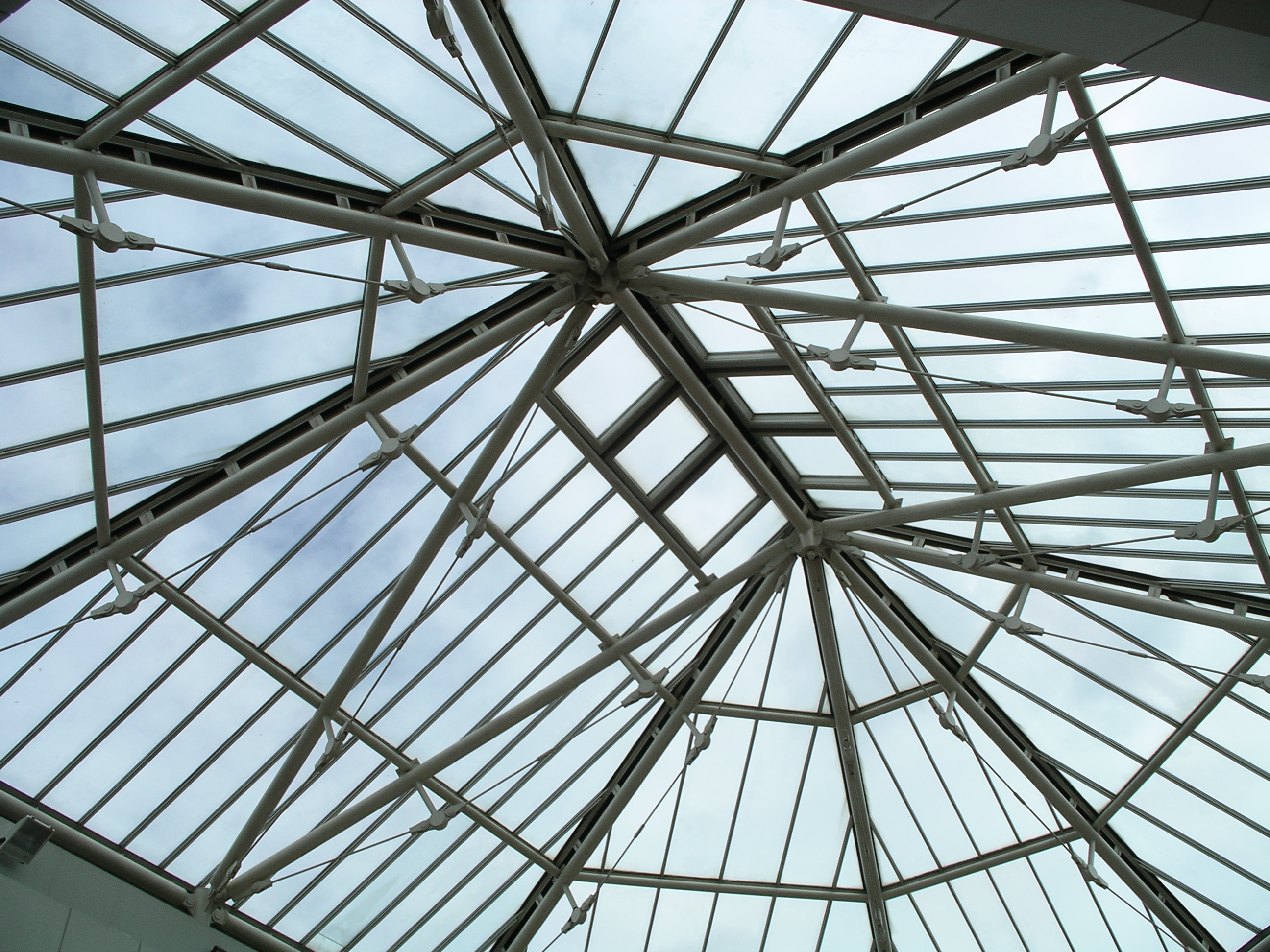
Конструкция крыши атриума
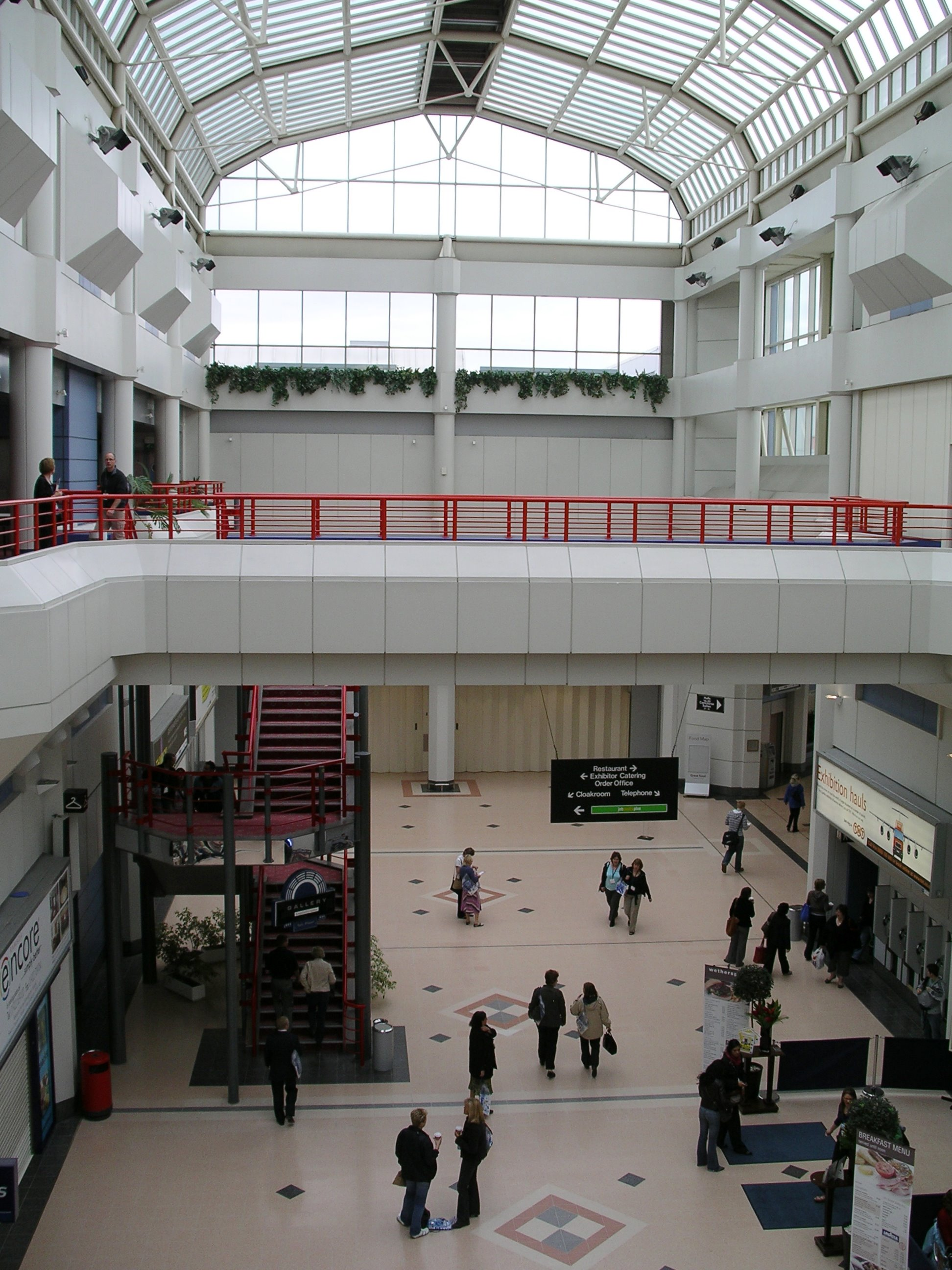
Атриум с верхним уровнем под названием Галерея
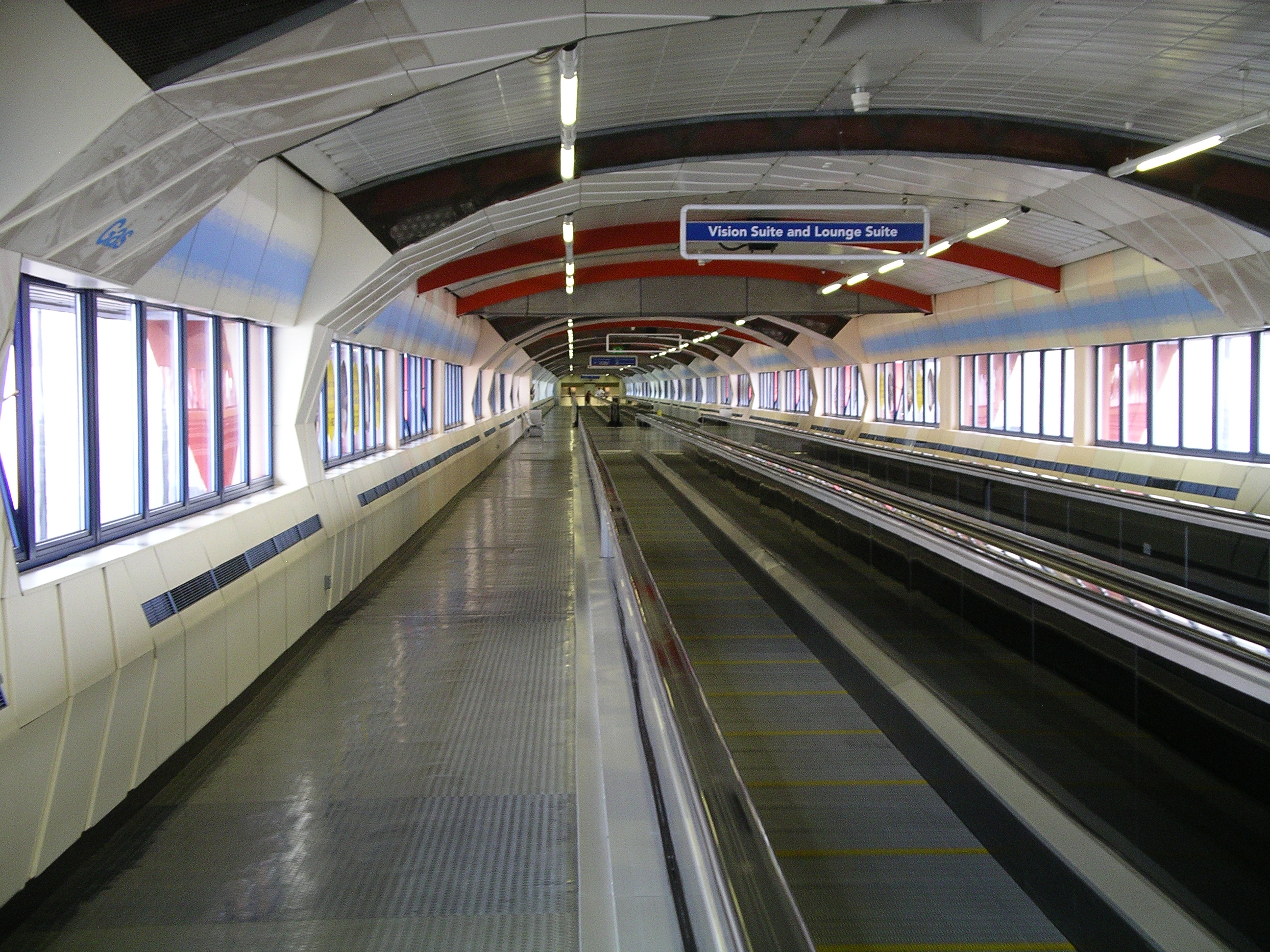
Движущийся тротуар
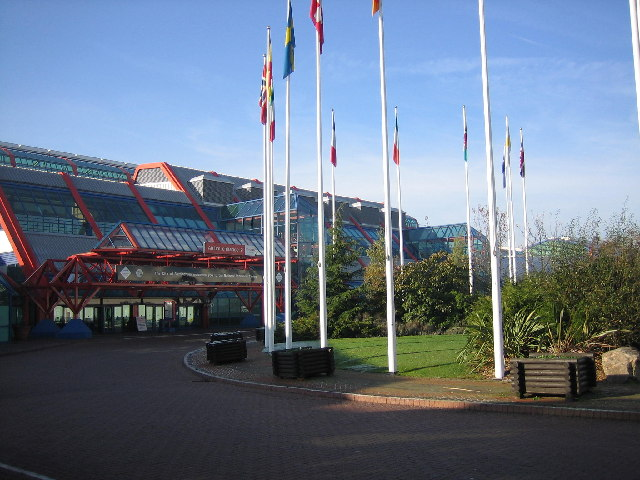
Вход в атриум 2 (2005)
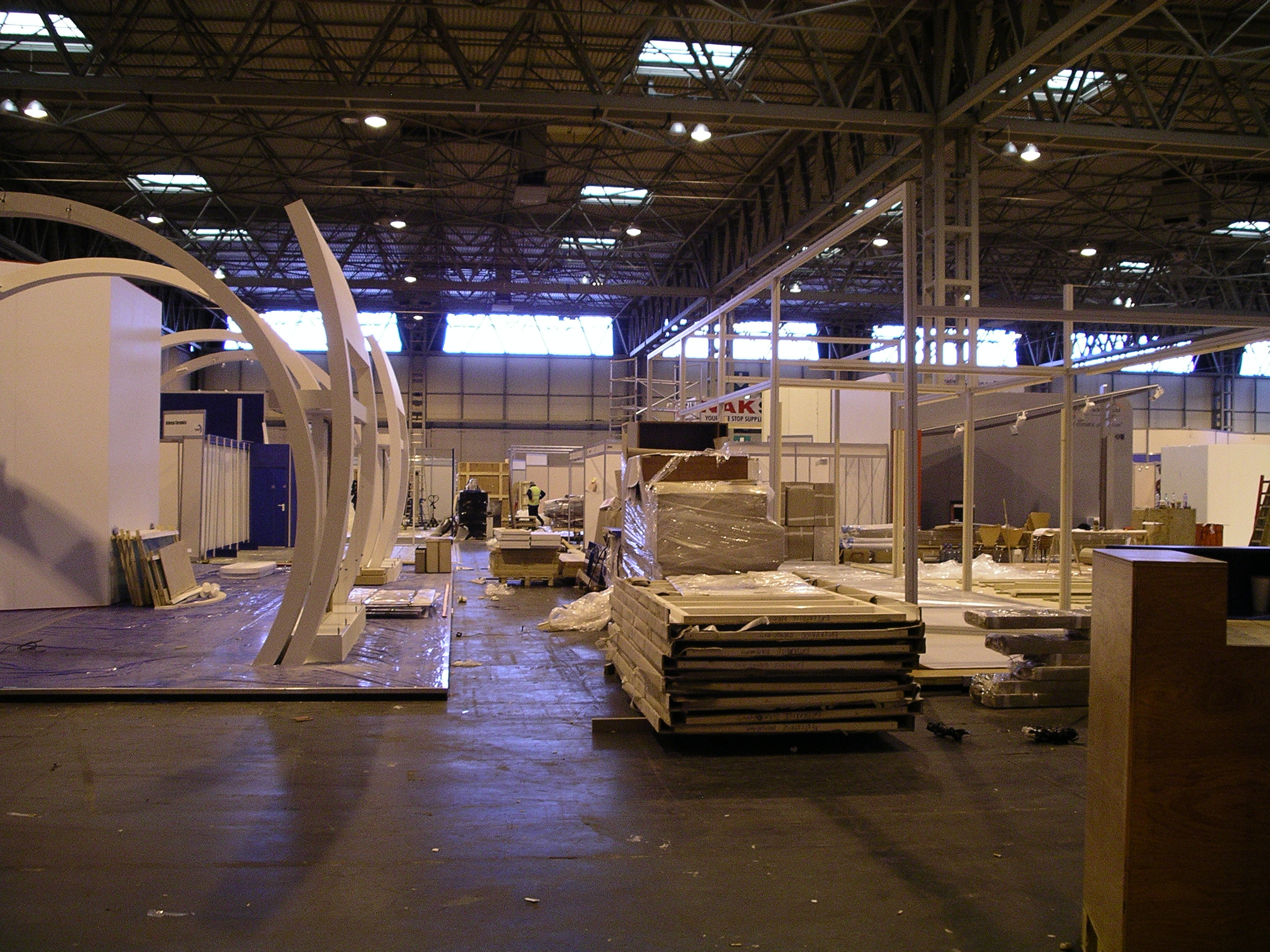
Подготовка к выставке в зале 3а
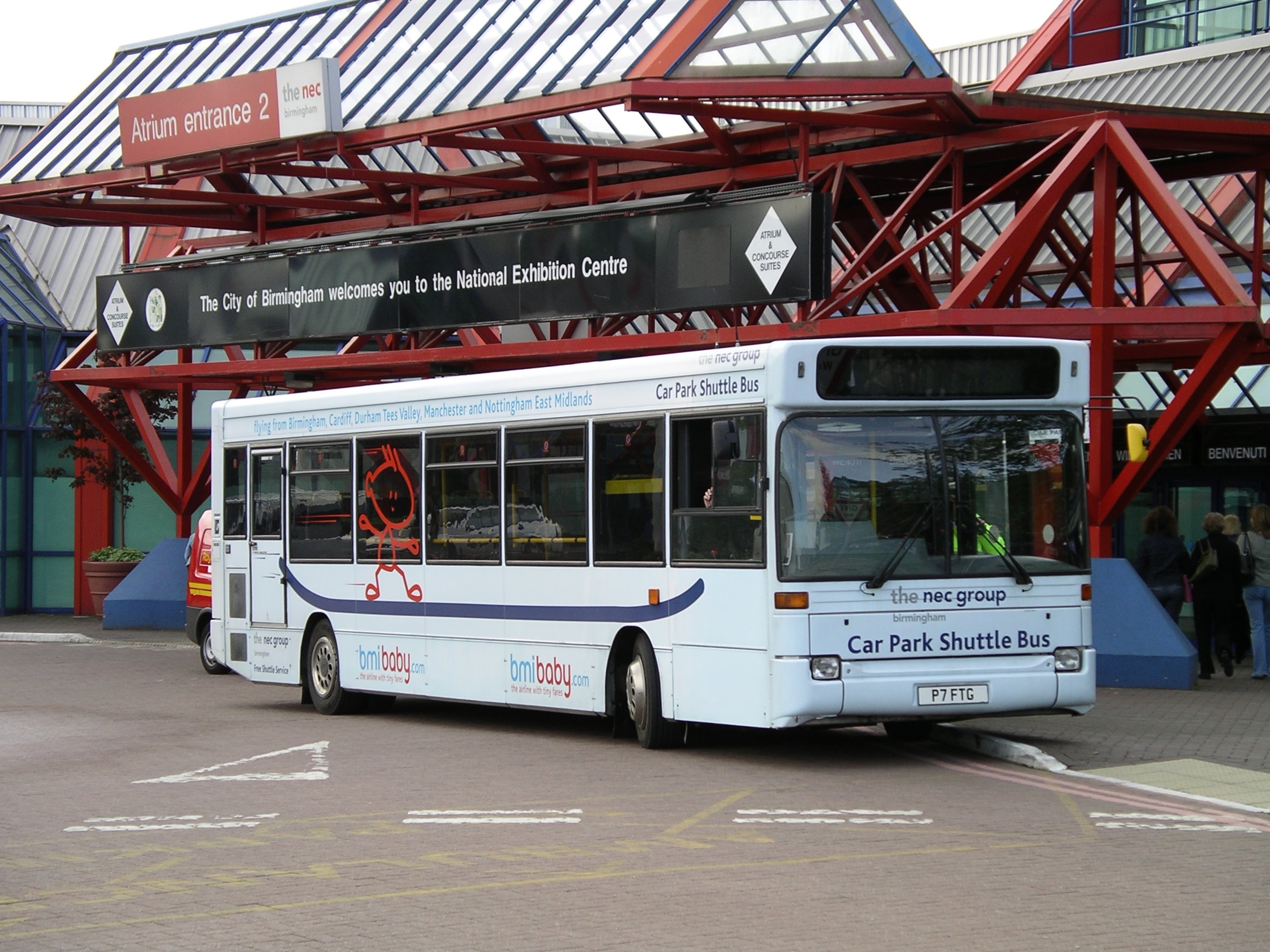
Шаттл NEC   у входа в атриум 2